# Луїс Авендано
Луїс Едуардо Авендано Рохас (ісп. Luis Eduardo Avendaño Rojas; нар. 29 листопада 1992) — венесуельський борець греко-римського стилю, дворазовий чемпіон та дворазовий бронзовий призер Панамериканських чемпіонатів, чемпіон Панамериканських ігор, чемпіон та срібний призер Південноамериканських ігор, срібний призер Центральноамериканських і Карибських ігор, чемпіон срібний та бронзовий призер Боліваріанських ігор.

## Життєпис
У 2007 році став срібним призером Панамериканського чемпіонату серед кадетів. У 2012 році виграв Панамериканський чемпіонат серед юніорів.
Виступає за борцівський клуб UENTABEDA. Тренер — Ендрікс Артега (з 2013).

## Спортивні результати на міжнародних змаганнях

### Виступи на Чемпіонатах світу
| Змагання                        | Збірна    | Вагова категорія                 | Місце |
| ------------------------------- | --------- | -------------------------------- | ----- |
| Чемпіонат світу з боротьби 2013 | Венесуела | греко-римська боротьба, до 74 кг | 32    |
| Чемпіонат світу з боротьби 2015 | Венесуела | греко-римська боротьба, до 75 кг | 30    |
| Чемпіонат світу з боротьби 2018 | Венесуела | греко-римська боротьба, до 82 кг | 9     |
| Чемпіонат світу з боротьби 2019 | Венесуела | греко-римська боротьба, до 87 кг | 25    |

### Виступи на Панамериканських чемпіонатах
| Змагання                                   | Збірна    | Вагова категорія                 | Місце  |
| ------------------------------------------ | --------- | -------------------------------- | ------ |
| Панамериканський чемпіонат з боротьби 2013 | Венесуела | греко-римська боротьба, до 74 кг | 9      |
| Панамериканський чемпіонат з боротьби 2014 | Венесуела | греко-римська боротьба, до 75 кг | 5      |
| Панамериканський чемпіонат з боротьби 2015 | Венесуела | греко-римська боротьба, до 75 кг | 5      |
| Панамериканський чемпіонат з боротьби 2016 | Венесуела | греко-римська боротьба, до 75 кг | Бронза |
| Панамериканський чемпіонат з боротьби 2017 | Венесуела | греко-римська боротьба, до 75 кг | Бронза |
| Панамериканський чемпіонат з боротьби 2018 | Венесуела | греко-римська боротьба, до 82 кг | Золото |
| Панамериканський чемпіонат з боротьби 2019 | Венесуела | греко-римська боротьба, до 87 кг | Золото |
| Панамериканський чемпіонат з боротьби 2020 | Венесуела | греко-римська боротьба, до 87 кг | 5      |

### Виступи на Панамериканських іграх
| Змагання                  | Збірна    | Вагова категорія                 | Місце  |
| ------------------------- | --------- | -------------------------------- | ------ |
| Панамериканські ігри 2015 | Венесуела | греко-римська боротьба, до 75 кг | 5      |
| Панамериканські ігри 2019 | Венесуела | греко-римська боротьба, до 87 кг | Золото |

### Виступи на Південноамериканських іграх
| Змагання                       | Збірна    | Вагова категорія                 | Місце  |
| ------------------------------ | --------- | -------------------------------- | ------ |
| Південноамериканські ігри 2018 | Венесуела | греко-римська боротьба, до 77 кг | Срібло |
| Південноамериканські ігри 2022 | Венесуела | греко-римська боротьба, до 87 кг | Золото |

### Виступи на Боліваріанських іграх
| Змагання                 | Збірна    | Вагова категорія                 | Місце  |
| ------------------------ | --------- | -------------------------------- | ------ |
| Боліваріанські ігри 2013 | Венесуела | греко-римська боротьба, до 74 кг | Бронза |
| Боліваріанські ігри 2017 | Венесуела | греко-римська боротьба, до 75 кг | Золото |
| Боліваріанські ігри 2022 | Венесуела | греко-римська боротьба, до 87 кг | Срібло |

### Виступи на Центральноамериканських і Карибських іграх
| Змагання                                     | Збірна    | Вагова категорія                 | Місце  |
| -------------------------------------------- | --------- | -------------------------------- | ------ |
| Центральноамериканські і Карибські ігри 2018 | Венесуела | греко-римська боротьба, до 77 кг | Срібло |

### Виступи на Центральноамериканських і Карибських чемпіонатах
| Змагання                                                       | Збірна    | Вагова категорія                 | Місце  |
| -------------------------------------------------------------- | --------- | -------------------------------- | ------ |
| Центральноамериканський і Карибський чемпіонат з боротьби 2018 | Венесуела | греко-римська боротьба, до 77 кг | Бронза |

### Виступи на інших змаганнях
| Змагання                                                         | Збірна    | Вагова категорія                 | Місце  |
| ---------------------------------------------------------------- | --------- | -------------------------------- | ------ |
| Гран-прі Іспанії з боротьби 2013                                 | Венесуела | греко-римська боротьба, до 74 кг | Бронза |
| Золотий Гран-прі з боротьби 2015                                 | Венесуела | греко-римська боротьба, до 80 кг | 13     |
| Турнір Дана Колова — Николи Петрова 2016                         | Венесуела | греко-римська боротьба, до 75 кг | Бронза |
| Олімпійський кваліфікаційний турнір з боротьби 2016 (Фріско)     | Венесуела | греко-римська боротьба, до 75 кг | 9      |
| Олімпійський кваліфікаційний турнір з боротьби 2016 (Улан-Батор) | Венесуела | греко-римська боротьба, до 75 кг | 14     |
| Олімпійський кваліфікаційний турнір з боротьби 2016 (Стамбул)    | Венесуела | греко-римська боротьба, до 75 кг | 18     |
| Cerro Pelado International 2018                                  | Венесуела | греко-римська боротьба, до 77 кг | Бронза |
| Гран-прі Іспанії з боротьби 2019                                 | Венесуела | греко-римська боротьба, до 87 кг | Срібло |
| Кубок Алроси 2019                                                | Венесуела | Multiple Style Event, до G87 кг  | 4      |
| Меморіал Маттео Пелліконе 2020                                   | Венесуела | греко-римська боротьба, до 87 кг | Бронза |
| Олімпійський кваліфікаційний турнір з боротьби 2020 (Оттава)     | Венесуела | греко-римська боротьба, до 87 кг | Бронза |
| Турнір Дана Колова — Николи Петрова 2021                         | Венесуела | греко-римська боротьба, до 87 кг | 5      |
| Олімпійський кваліфікаційний турнір з боротьби 2020 (Софія)      | Венесуела | греко-римська боротьба, до 87 кг | 18     |

### Виступи на змаганнях молодших вікових груп
| Змагання                                                 | Збірна    | Вагова категорія                 | Місце  |
| -------------------------------------------------------- | --------- | -------------------------------- | ------ |
| Панамериканський чемпіонат з боротьби серед кадетів 2007 | Венесуела | греко-римська боротьба, до 42 кг | Срібло |
| Панамериканський чемпіонат з боротьби серед юніорів 2012 | Венесуела | греко-римська боротьба, до 74 кг | Золото |